# Lili Labassi
 (janvier 2013).
Si vous disposez d'ouvrages ou d'articles de référence ou si vous connaissez des sites web de qualité traitant du thème abordé ici, merci de compléter l'article en donnant les références utiles à sa vérifiabilité et en les liant à la section « Notes et références ».
Elie Moyal, plus connu sous le pseudonyme de Lili Labassi (en arabe : ليلي العباسي; né à Sidi Bel Abbès, le 17 septembre 1897 et mort à Paris 20e, le 28 avril 1969), est à la fois un musicien et un interprète algérien de chansons du répertoire de musique algérienne, musique andalouse de l'école d'Alger et de Tlemcen et ses propres compositions.

## Biographie
Né à Sidi Bel Abbes d'une famille juive d'Algérie, il grandit immergé dans le monde de la musique dès son plus jeune âge. Il s'installe à Alger, où il perpétue sa passion pour la musique.
Plongé dans l'univers musical depuis qu'il est enfant, il en a fait son métier à part entière. Lili Labassi vit à Alger où il étudie la musique sans relâche pendant plusieurs années. Il commence tout d'abord par se faire une réputation auprès des personnes qui l'entourent en se produisant dans des fêtes de famille telles que des anniversaires, mariages, mais aussi dans beaucoup d'endroits de la ville dans laquelle il réside.
Cet artiste se met aussi à jouer de plusieurs instruments de musique et à écrire ses propres paroles pour ses chansons afin que ces dernières reflètent sa personnalité tout en étant uniques. Au bout de quelques mois de travail acharné, Lili Labassi monte un groupe de musique avec une personne pour chaque instrument. C'est alors qu'il organise de nombreux concerts, d'abord dans son 'pays' natal, puis dans le reste du monde pour devenir davantage connu. Les chansons qu'il interprète sont populaires, comme Koulchi mâa el flouss (Tout avec l’argent), L’Orientale, Ô ma gitane, Bombe atomique, Wahran el Bahia. Il pratique le chaâbi, l'un des genres musicaux les plus populaires d'Algérie qui dérive de la musique arabo-andalouse.
Il est considéré par ailleurs comme étant à l'origine de la vogue de la chanson francarabe, dès les années 1930.
Lili-Labassi sera très affecté de quitter l'Algérie, lors de l'indépendance de ce pays, en 1962. Il s'installera à Nice, en métropole.
Lili Labassi est invité à des émissions de télévision à l'occasion desquelles il chante quelques-uns de ses titres, il revient également sur les différentes étapes de sa carrière avec ses bons et ses mauvais souvenirs. À partir de là, cet homme de la chanson inspire les autres artistes à travers son style original et recherché : certains chanteurs reprennent des interprétations de Lili Labassi en les chantant à leur façon, c'est notamment le cas de Blond-Blond.

### Famille
Il est le père du comédien, humoriste et musicien Robert Castel (1933-2020), qui ne reprendra le violon de son père qu'à 57 ans,.

## Discographie (sélective)
- Le Génie du chaâbi vol. 1 - 1932-1939 - Silver Blue - 1995

1. Bass Fiha Ma (1934)
2. El Guelsa Di Fes (1939)
3. Ya Bechar (1934)
4. Djani Bechari DJa (1939)
5. Ya Saâd Ennar Dak (1933)
6. M'Name Fel Cheftek (1934)
7. Ââfou Ââfou Ya Lebnats (1932)
8. Ya Kelbi Testehal (1937)
9. Messiassa El Moulat (1937)
10. Malheubi (1937)
11. Bechââr Ou Ana Bellah (1933)

- Le Génie du chaâbi vol. 2 - 1940-1958 - Silver Blue - 1995

1. Ââchqui Fezine Ensaha (1958)
2. Paris-Paris (1958)
3. Houli Ou Mahannti (1958)
4. Ghir Ajini Ouah Jini (1954)
5. Ezhiro (1948)
6. Zinek Ouine Kan (1956)
7. Ana Endif (1957)
8. Nar el Ferka (1954)
9. Ya Lahbiba Ââlach (1954)